# Ohbijou
Gli Ohbijou sono un gruppo musicale indie pop canadese nato a Toronto nel 2004.

## Storia del gruppo
Ohbijou ha iniziato come progetto solista della cantautrice Casey Mecija (nata nel 1981) di Brantford. (Lei ha anche lavorato come assistente di produzione a MuchMusic.) Attraverso il processo di scrittura e composizione, Casey capì la necessità per un supporto musicale da parte di sua sorella Jennifer Mecija (nata nel 1985), che Casey invitò ad assistere le sue prime esibizioni. Le sorelle Mecija più tardi si spostarono a Toronto per frequentare la Ryerson University ed il Ontario College of Art and Design, rispettivamente - Mecija presto capì il tipo di musica presente a Toronto, e cominciò seriamente a considerare di suonare la sua musica davanti ad un vero pubblico.

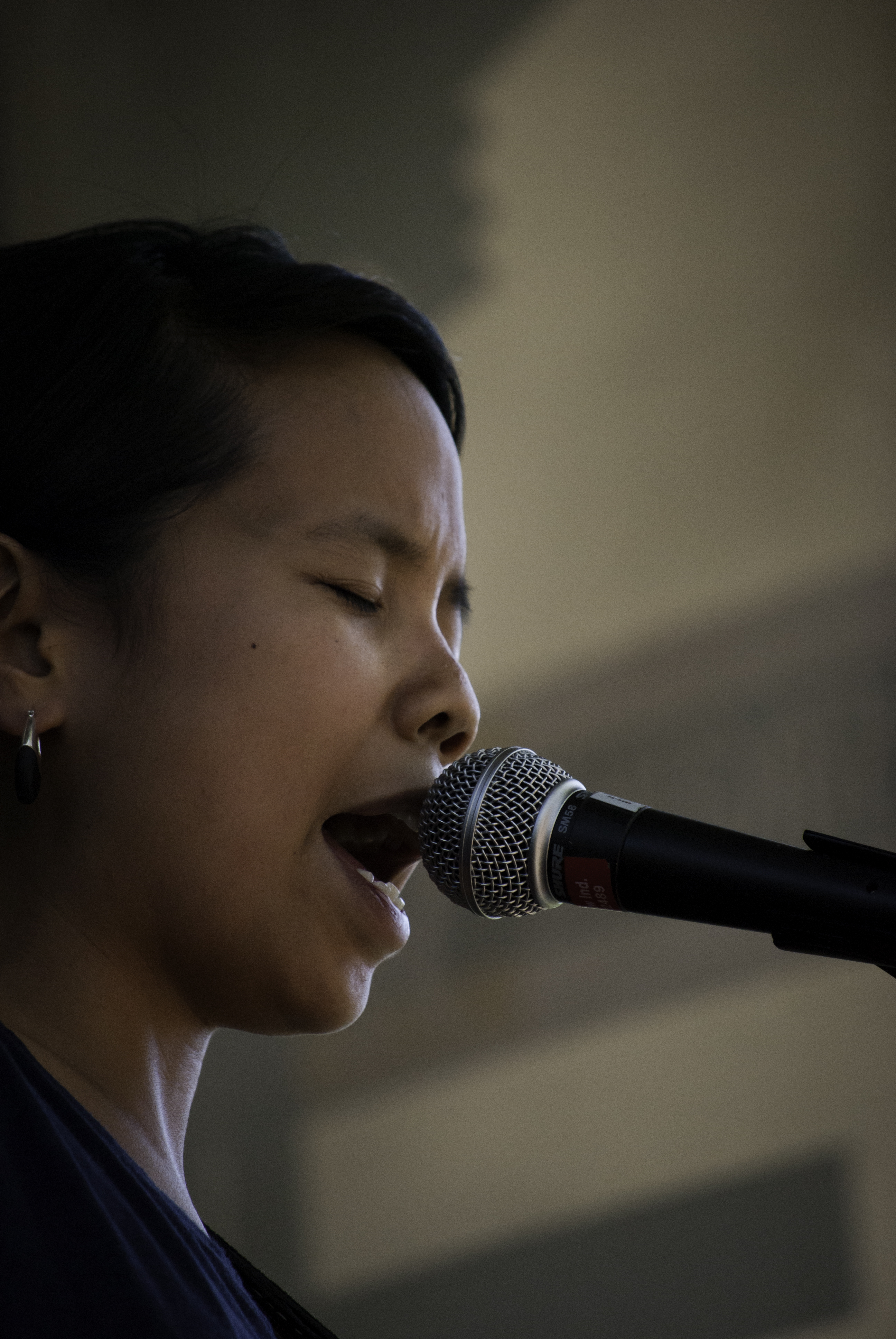
Esibizione di Casey Mecija al Calgary Folk Festival nel 2010

A Toronto, la band incluse anche Heather Kirby (basso, banjo), James Bunton (percussioni, tromba), Anissa Hart (violoncello), Ryan Carley (piano, sintetizzatore, xilofono, clavicembalo), e Andrew Kinoshita (mandolino). Nel contesto di Ohbijou, Casey rimane la voce principale, però è solita anche suonare chitarra, piano ed ukulele. Jennifer continua ad collaborare come seconda voce, inoltre, il suo contributo strumentale a Ohbijou include violino, xylofono ed organo.
La musica di Ohbijou, che spazia tra pop, folk e bluegrass, è stata classificata nel genere indie pop. Casey ha citato la musica della cantautrice canadese Julie Doiron come ispirazione. La musica è stata descritta come molto simile a quella di Bic Runga e Mazzy Star, ed è stata definita come "musica sommessa, che strattona il cuore".

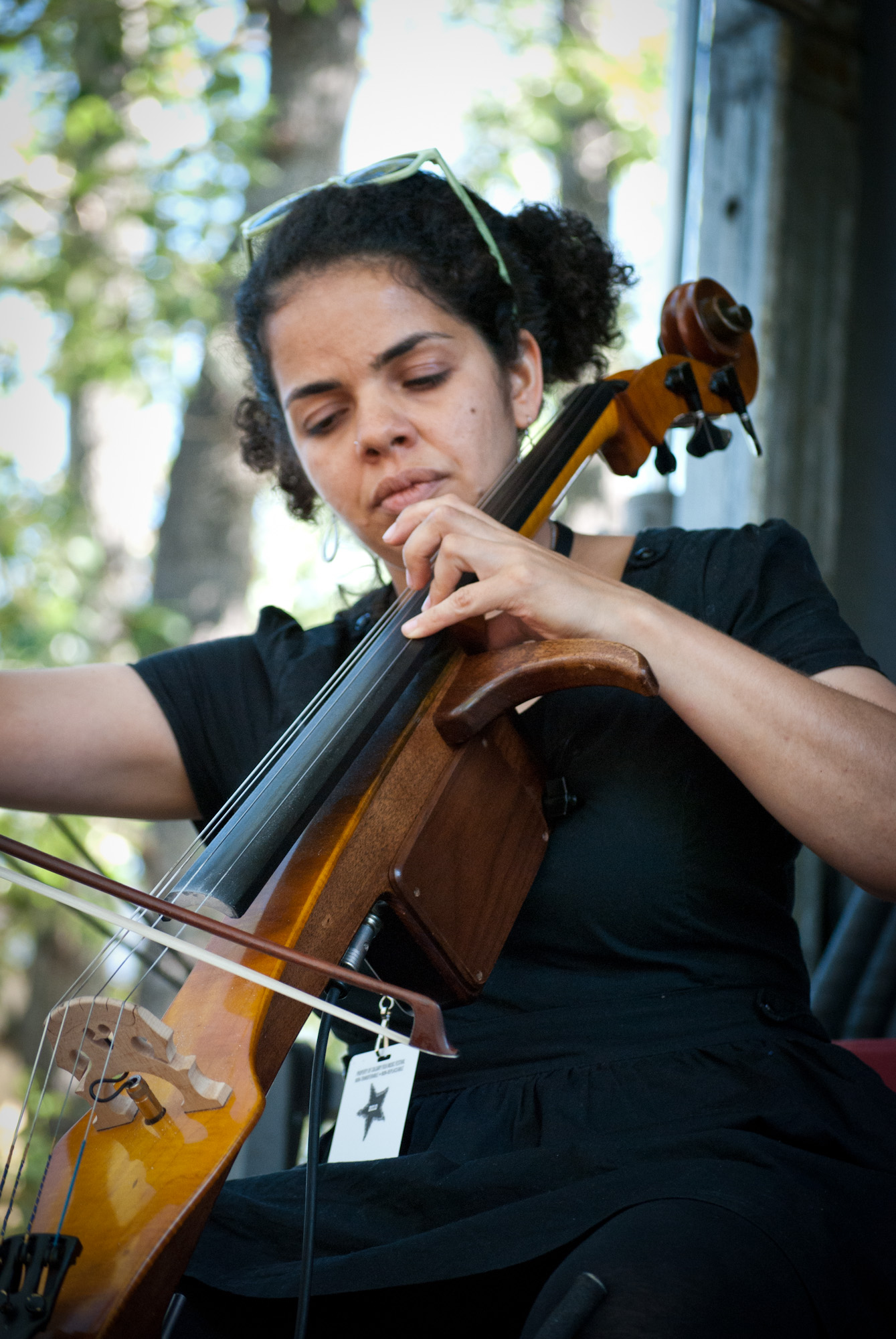
Esibizione di Anissa Hart al Calgary Folk Festival nel 2010

Dalla pubblicazione del loro album di debutto Swift Feet for Troubling Times nel 2006, Ohbijou ha suonato in diversi festival in tutto il Canada, incluso il Osheaga Festival di Montréal e il Hillside Festival a Guelph. Essi hanno inoltre fatto da gruppo di apertura al Virgin Festival di Toronto, e sono stati nominati nel 2007 per i Galaxie Rising Stars Award della CBC, in competizione con artisti come IllScarlett, Final Fantasy e Emily Haines dei Metric. Nel 2008 furono scelti come una dei tre gruppi per far parte del primo Indie Bad Residency del Banff Centre, dove ebbero l'opportunità di passare due settimane lavorando con alcuni tra i migliori produttori ed ingegneri del suono.
Ohbijou è distribuito a livello nazionale dalla Outside Music. Il gruppo ha pubblicato nel 2009 il loro secondo album Beacons.
La band ha annunciato una pausa di durata indefinita dopo il loro concerto di addio del 7 settembre 2013.

## Discografia

### Album
- Swift Feet for Troubling Times (2006)
- Beacons (2009)
- Metal Meets (2011)

### Contributi
- Friends in Bellwoods (2007): "The Otherside (Remix)"
- Friends in Bellwoods II (2009): "An Ode to an End"
- Swim Drink Fish Music (2010): "Tour Song"